# Dicranum campylophyllum
Dicranum campylophyllum là một loài rêu trong họ Dicranaceae. Loài này được Taylor mô tả khoa học đầu tiên năm 1848.